# Skároš
Skároš (hongrois : Eszkáros) est un village de Slovaquie situé dans la région de Košice.

## Histoire
Première mention écrite du village en 1270.
La localité fut annexée par la Hongrie après le premier arbitrage de Vienne le 2 novembre 1938. En 1938, on comptait 709 habitants dont 23 d’origines juives.Elle faisait partie du district de Füzér-Gönc (hongrois : Füzér-gönci járás). Durant la période 1938 -1945, le nom hongrois Eszkáros était d'usage. À la libération, la commune a été réintégrée dans la Tchécoslovaquie reconstituée.

## Démographie

### Évolution de la population
| Année:               | 1994. | 2004.    | 2014.   | 2024.   |
| -------------------- | ----- | -------- | ------- | ------- |
| Nombre de personnes: | 947   | 1052     | 1117    | 1162    |
| Différence:          |       | +11,08 % | +6,17 % | +4,02 % |

| Année:               | 2023. | 2024.   |
| -------------------- | ----- | ------- |
| Nombre de personnes: | 1148  | 1162    |
| Différence:          |       | +1,21 % |